# آلتمن (کوه)
آلتمن (به آلمانی: Altmann) کوهی واقع در رشته کوه‌های آلپ آپنزل در مرز بین کانتون آپنتزل اینرهودن و کانتون سنت گالن در کشور سوئیس است.